# Вальтер Олександр Петрович
Вальтер Олександр Петрович (*28 грудня 1817 (9 січня 1818) — †22 вересня (4 жовтня) 1889) — російський і український анатом та фізіолог. Професор кафедри фізіологічної анатомії та мікроскопії Київського Університету (1846—1867). Ініціатор будівництва та перший директор Анатомічного театру медичного факультету Київського Університету, який було збудовано за проектом архітектора Олександра Беретті.

## Походження
Походив із збіднілої дворянської німецької родини, що переселилася до Російської імперії у середині XVIII ст. Усі предки О. Вальтера за батьківською лінією, окрім самого батька, були лікарями. Син Вальтера — П. О. Вальтер також став медиком.

## Освіта
Закінчив Ревельську гімназію. У 1835 році вступив на філологічне відділення Дерптського університету, але невдовзі перевівся на медичний факультет. Учень М. І. Пирогова. У 1841 році закінчив навчання із званням лікаря cum eximia laude та був призначений молодшим ординатором Санкт-Петербурзького військово-сухопутного госпіталю. У 1842 році продовжив вивчення медицини в Берліні у знаменитого анатома та фізіолога Йогана Мюллера і К. Рейхтера та у Відні у Карла Рокитанського.

## Наукова діяльність
За рекомендацією Пирогова у 1843 році обраний ад'ютантом, а у 1846 — професором кафедри фізіологічної анатомії та мікроскопії Київського університету Св. Володимира. У Києві Вальтер працював понад 30 років, до 1874 р. З 1844 по 1867 рік він очолював кафедру фізіологічної анатомії та мікроскопії та був керівником анатомічного театру університету. У 1845 році захистив першу в історії Київського університету дисертацію на медичну тему «Мікроскопічне дослідження механізму сплетення волосся в ковтуні» («De mechanismo implicationis pilorum in plica polonica disquisitiones microscopicae»). Скориставшись препаратами колишнього Віленського музею та власними матеріалами, довів, що так званий ковтун не хвороба, а результат невігластва населення.
Окрім анатомії викладав фізіологію (1862—1865), фармакологію (1859—1861), хірургію, історію медицини. У 1848—1861 рр. — ординатор-хірург Кирилівської лікарні. У 1871 році займав кафедру хірургії та очолював хірургічну клініку Київського університету.
Основоположник школи київських анатомів, реформатор викладання анатомії у Київському університеті. Вніс багато нового у методику та організацію навчального процесу. Автор найкращого на той час підручника «Курс практичної та прикладної анатомії людського тіла» (1871), який отримав спеціальну «малу» премію П.Загорського.
Запропонував новий метод гістологічного дослідження головного мозку. Під керівництвом О.Вальтера прозектором Київського університету І.Коперницьким були проведені краніологічні дослідження (1862) та дослідження різних методів бальзамування. Зібрав велику колекцію слов'янських черепів.
Наукові праці присвячені проблемам функціональної морфології, фізіології кровообігу, загальній фізіології. Багато зробив для розвитку фізіологічних знань. За своєю підготовкою, інтересами, дослідницькою діяльністю був справжнім фізіологом. Досліджував процеси теплоутворення та теплорегуляції тваринного організму, чим сприяв майбутньому формуванню вчення про гіпотермію. У 1842 році в експериментах на жабах установив, що подразнення симпатичних нервів призводить до звуження просвіту судин, а виключення, навпаки, до розширення. Таким чином, Вальтер на 11 років раніше за Клода Бернара довів регульований вплив симпатичних нервів на тонус кровоносних судин. Вивчав вплив охолодження та дію сонячного опромінювання, починаючи з 1862 року опублікував велику серію праць про процеси теплоутворення і теплорегуляції у живих організмах («Про смертельне підвищення тепла у тілі тварини», «про вплив холоду на організм тварин» (1863), «Про самостійний рух клітин головного мозку»). Зокрема, вивчивши дію холоду, запропонував охолодження як засіб для зменшення кровотечі у тварин під час проведення вівісекцій. У своєму підручнику «Курс анатомії людського тіла» (1852), на відміну від інших авторів того часу, навів багато даних з фізіології.
Прихильник громадської гігієни. Свої погляди з цього питання виклав у відомій промові «Про значення медицини в Росії» (1862). Вивчав дію ефіру на людський організм (разом із В. О. Караваєвим входив до складу створеної задля цього спеціальної комісії). Брав активну участь у ліквідації епідемії холери у Києві (1847).

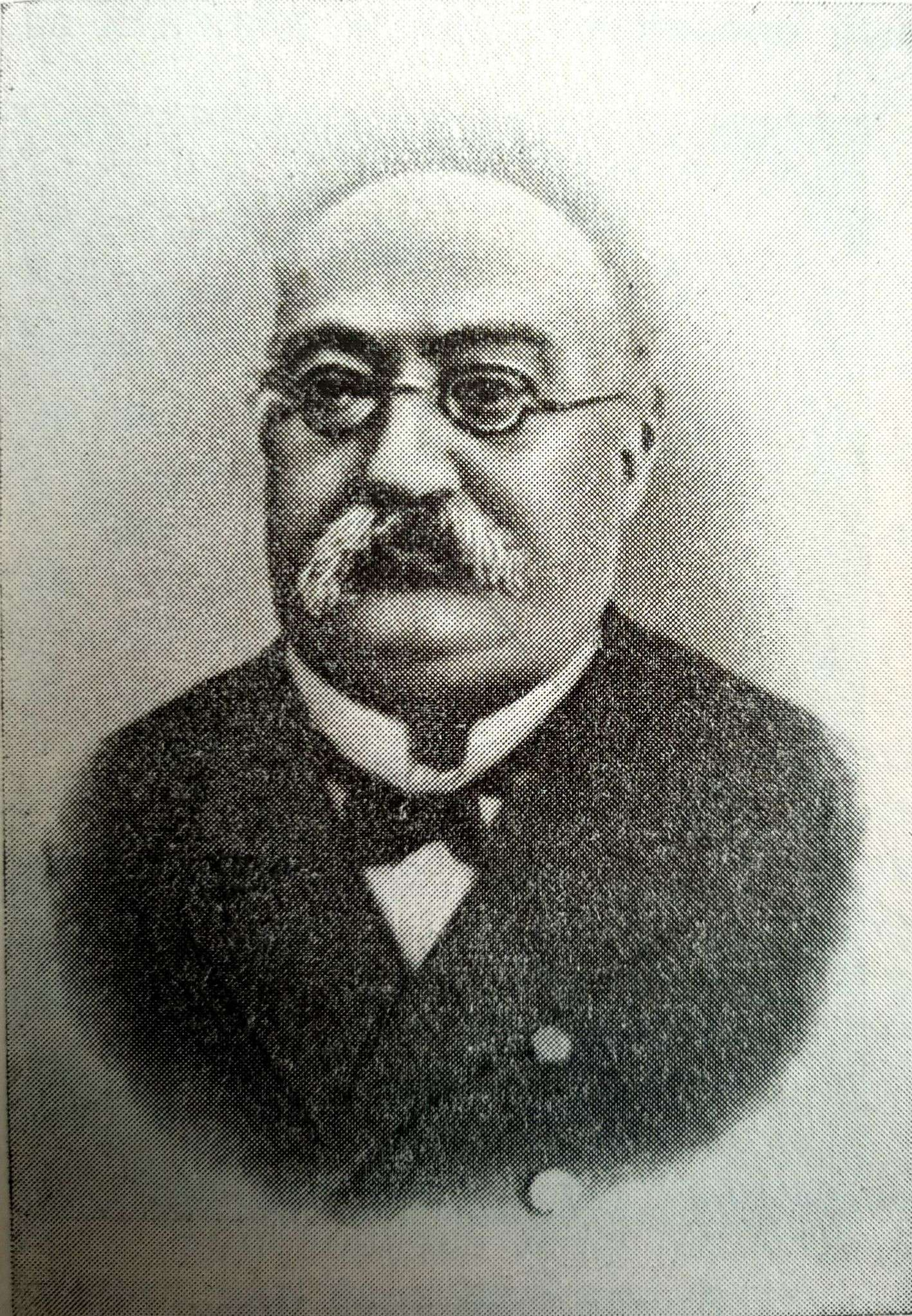
Олександр Вальтер у зрілому віці

Заснував та видавав власним коштом журнал «Современная медицина» (1860–1880), перший медичний журнал України. Більше половини передплатників журналу були спеціалістами з Європи та Росії. Усі передовиці, звіти, огляди медичних досягнень у газеті писав О.Вальтер. Більшість перекладів статей також належить йому. Першим почав висвітлювати у газеті побутові питання. Журнал пропагував фізіологічний напрямок у медицині, критикував стан медико-санітарної справи в Росії тих часів, піднімав питання реформування вищої школи тощо. До 1876 року журнал друкувався у Києві, а потім, у зв'язку з переїздом Вальтера, — у Варшаві (до 1880 року).
Учні — В. Бец, Ф. Ергардт, І. Коперницький.

### Цікавий факт
О. П. Вальтер протягом багатьох років був другом дому професора С. П. Алфер'єва (1816–1884) — одного з перших професорів медичного факультету, відомого лікаря, декана факультету та голови Товариства київських лікарів у 50-ті рр. Його будинок був одним з культурних центрів Києва. У 1849 р. у С. П. Алферьєва оселився його племінник, 18-річний Микола Лєсков, майбутній великий російський письменник, який приїхав до Києва з метою записатися вільним слухачем до Університету св. Володимира. Відвідуючи лекції на разних факультетах, він слухав також анатомію, яка вразила його уяву. Саме Олександр Петрович Вальтер умовив Миколу Лєскова написати перший фейлетон, який опублікувалв у журналі «Современная медицина». Так почалося творче життя письменника. Лєсков надрукував у Києві декілька своїх перших статей («Заметка о зданиях» — 1860, N 29; «О рабочем классе» — 1860, N 32; «Несколько слов о врачах рекрутских присутствий» — 1860, N 36, та ін.)

## Перший директорАнатомічного театруКиївського університету

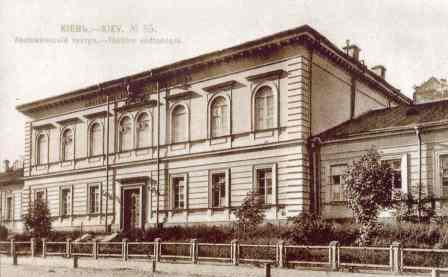
Анатомічний театр Київського університету Св. Володимира

На початку існування медичного факультету кафедра анатомії розміщувалася спершу в орендованому приватному будинку, а потім у Червоному корпусі університету, звідки її було виведено у 1847 р.
За клопотанням Вальтера у 1843 році для Анатомічного театру Київського університету було пристосовано приміщення одного з приватних будинків по вул. Тарасівській. З 1849 року Анатомічний театр знаходився у будинку князя Рєпніна по вул. Володимирській.
Думка про влаштування Анатомічного театру виникла одночасно із заснуванням факультету. Створення відповідних європейським вимогам умов для комплексних занять з анатомії розглядалось як найважливіше завдання в організації навчального процесу. Причому вже в 1844 р. ректорат і Вчена рада факультету дійшли переконання про необхідність виділення окремого просторого приміщення для цієї мети. Так, в ґрунтовній доповідній записці професора-анатома О. П. Вальтера на ім'я ректора університету, представленій у зв'язку з наміром адміністрації найняти приватний будинок для Анатомічного театру, особливо підкреслювалось, що шість кафедр факультету мають безпосереднє відношення до «анатомічних занять». «Кафедрам анатомії фізіологічної з мікрографією (мікроскопією), дослідної фізіології, порівняльної анатомії, що викладається двома професорами для природознавців та медиків, хірургічної анатомії, патологічної анатомії, судової медицини потрібні аудиторія простора, світла, не менше як на 90 слухачів, місця для власних занять професорів, що повинні бути віддалені від кімнат для практичних занять…, навчальні приміщення для анатомічних дисциплін, які сприяють розвиткові та вдосконаленню точних медичних наук, а також кімната для проживання одного чиновника, оскільки багато зберігається інструментів і студенти займаються допізна». Зазначивши, що 30 годин щотижнево читаються професорами цих кафедр і що передбачається збільшення числа студентів i «призначення при кафедрах патологічної анатомії, хірургії та інших ад'юнктів, прозекторів та асистентів», професор Вальтер підкреслив, що наймання для Анатомічного театру навіть дуже просторого будинку може розглядатися лише як тимчасовий варіант. Його висновок, підтриманий Вченою радою університету, зводився до необхідності побудови і відповідного обладнання спеціальної будівлі Анатомічного театру.
У 1851—1853 рр. був споруджений корпус Анатомічного театру (нині Національний музей медицини України), що сталося значною мірою завдяки енергійності та наполегливості О. П. Вальтера. Разом з архітектором О. В. Беретті Вальтер обирав місце та розробляв проект «Анатомікума» (анатомічного театру) по вулиці Фундуклеєвській. За словами його наступника, професора В. О. Беца, це був справжній палац науки, який за своїми можливостями перевищував більшість подібних європейських закладів.

## Останні роки життя

Могила О. П. Вальтера на Байковому кладовищі

У 1867 році Вальтер залишив кафедру, але у 1869 році знову був призначений позаштатним професором анатомії.
У червні 1873 року Вальтер просить університет виплатити йому 400 рублів на поїздку за кордон з метою лікування ока. Рада університету задовольнила прохання.
У 1874 році він остаточно прощається з університетом, отримавши призначення медичним інспектором варшавських суспільних лікарень, де й працює до кінця свого життя.
У своєму заповіті Вальтер написав: «Бажаю бути похованим на російській землі, поблизу рідного Київського університету». Згідно з його волею Олександр Петрович похований у Києві, на Байковому кладовищі.